# Hervé Davaux
Hervé Davaux (né le 22 août 1978 à Sélestat) est un athlète français, spécialiste de la marche.
Il détient les meilleurs temps suivants :
- 20 km, 1 h 22 min 26 s à Bourges, le 26 avril 2009
- 50 km, 3 h 57 min 10 s, obtenu aux Championnats du monde à Berlin, le 21 août 2009 (20e).

Il termine 13e des Championnats d'Europe d'athlétisme 2010 en 1 h 24 s 12.